# Ати (Чад)
Ати (фр. Ati, араб. أتي‎ транслит. Atī ) — город в Чаде, административный центр региона Батха и входящего в его состав департамента Западная Батха. Население города — 25 373 человека (2008).
Ати расположен на автотрассе Нджамена-Хартум в 450 км восточнее столицы страны Нджамены. Город находится у реки Батха, которая наполняется водой лишь ненадолго после сильных дождей. В городе существует небольшой аэропорт (код IATA: ATV, ICAO: FTTI).
Из-за своего стратегического расположения Ати становился ареной важных сражений гражданской войны в Чаде и ливийско-чадского конфликта. В мае 1978 года правительственные войска, поддержанные французскими миротворцами, остановили около Ати наступление северных повстанцев FROLINAT на столицу. В январе 1982 года заирские миротворцы спасли город от захвата отрядами Хиссена Хабре. Хабре захватил город позже, в мае того же года.

## Климат
| Показатель                    | Янв. | Фев. | Март | Апр. | Май  | Июнь | Июль | Авг. | Сен. | Окт. | Нояб. | Дек. | Год  |
| ----------------------------- | ---- | ---- | ---- | ---- | ---- | ---- | ---- | ---- | ---- | ---- | ----- | ---- | ---- |
| Средний суточный максимум, °C | 33,5 | 36,8 | 39,7 | 42,0 | 41,5 | 39,8 | 35,4 | 32,9 | 35,6 | 38,4 | 36,8  | 34,4 | 37,2 |
| Средняя температура, °C       | 23,8 | 26,9 | 30,4 | 33,6 | 33,9 | 33,0 | 29,9 | 27,9 | 29,4 | 30,3 | 27,4  | 24,7 | 29,3 |
| Средний суточный минимум, °C  | 14,2 | 17,1 | 21,1 | 25,2 | 26,4 | 26,3 | 24,5 | 23,0 | 23,3 | 22,2 | 18,1  | 15,0 | 21,4 |
| Норма осадков, мм             | 0    | 0    | 1    | 2    | 17   | 31   | 115  | 178  | 61   | 5    | 0     | 0    | 402  |
| Источник:                     |      |      |      |      |      |      |      |      |      |      |       |      |      |